# Teatro Corsario
Teatro Corsario es una compañía de teatro fundada en 1982 por Fernando Urdiales y ubicada en Valladolid (España). 
| TEATRO CORSARIO es una prestigiosa compañía de teatro profesional fundada por Fernando Urdiales en 1982. Su larga trayectoria se caracteriza por un especial tratamiento de los clásicos en lengua castellana que la ha situado entre las más importantes compañías de verso. Por otro lado, pone en escena novedosos espectáculos de títeres para adultos de ámbito internacional. TEATRO CORSARIO ha obtenido numerosos galardones, incluido un Premio MAX. La compañía realiza giras por toda España y ha actuado en Francia, Gran Bretaña, Alemania, Austria, Italia, Portugal, Bélgica, Países Bajos, Dinamarca, Polonia, Croacia, México, Colombia, Ecuador, Uruguay, Puerto Rico, Estados Unidos y China. |

## Dirección
- Fernando Urdiales, fallecido en 2010, fue fundador y director de la mayoría de los espectáculos de la compañía Teatro Corsario. En 2004 recibió el Premio Castilla y León de las Artes.
- Jesús Peña es el director de Traidor, Clásicos cómicos, El médico de su honra, Traidor, Retorno a Celama y El alcalde de Zalamea, y de los espectáculos de títeres para adultos La maldición de Poe, Vampyria, Aullidos y Celestina infernal.
- Javier Semprún es el director de El cuervo y El patio.
- Luis Miguel García es el director de Teresa, miserere gozoso y Barataria.

## Espectáculos disponibles (2025)
- Traidor, de José Zorrilla. El increíble proceso del pastelero de Madrigal y la conjura contra Felipe II.
- Aullidos, de Jesús Peña. Espectáculo de títeres para adultos inspirado en los cuentos de hadas.
- Celestina infernal. La Celestina representada con títeres, solo para adultos.
- Mujeres del Siglo de Oro. Recital de verso.
- Retorno a Celama, de Luis Mateo Díez.
- El alcalde de Zalamea, de Calderón de la Barca.
- Escenas corsarias. Recital de verso.
- Pasión. Imaginería y procesión barroca. Estreno de la nueva versión el 10 de abril de 2025.

## Espectáculos realizados
- 1982 - Sin abuso de desesperación, piezas cortas de Tennessee Williams.
- 1982 - Diciéndolo de nuevo, poesía contemporánea.
- 1983 - La caza del Snark, de Lewis Carroll.
- 1984 - Comedias rápidas, sobre textos de Jardiel Poncela.
- 1984 - La voz humana, de Jean Cocteau.
- 1984 - Conversaciones con un hombre armario, de Ian McEwan.
- 1985 - Para terminar con el juicio de Dios, de Antonin Artaud.
- 1986 - Insultos al público, de Peter Handke.
- 1987 - Sobre Ruedas. Tras los "pasos" de Lope de Rueda, con las primeras piezas cómicas del teatro castellano.
- 1988 - Pasión. Una espectacular dramatización de la procesión del Viernes Santo de Valladolid.
- 1988 - El buque, de Luis Riaza.
- 1990 - El gran Teatro del Mundo, de Calderón de la Barca. Primera obra en verso de la compañía. Expresión genuina del barroco español.
- 1991 - Asalto a una ciudad, de Lope de Vega / Alfonso Sastre. El asedio de los tercios españoles a la ciudad de Maastricht.
- 1992 - La voz de las cosechas, con poesía contemporánea de varios autores.
- 1993 - Amar después de la muerte, de Calderón de la Barca. Los amores de dos moriscos inmersos en los conflictos étnicos de Granada.
- 1994 - Clásicos locos. Recopilación de entremeses barrocos que se anticiparon varios siglos al teatro del absurdo.
- 1994 - La maldición de Poe (títeres de terror), de Jesús Peña. Sobre cuentos de Edgar Allan Poe.
- 1996 - La vida es sueño, de Calderón de la Barca. Una de las cumbres del teatro español.
- 1996 - Coplas por la Muerte. A partir del Libro de buen amor, del arcipreste de Hita; la anónima Danza de la Muerte del siglo XIV, y las Coplas por la muerte de su padre, de Jorge Manrique.
- 1997 - Vampyria, de Jesús Peña. En torno a la mujer vampiro, tal como se plasma en la pintura simbolista y la literatura vampírica del siglo XIX.
- 1998 - Edipo rey, de Sófocles.
- 2000 - El mayor hechizo, amor, de Calderón de la Barca. Ulises y su tripulación en la isla de Circe.
- 2001 - Titus Andrónicus, de William Shakespeare. Una desmesurada tragedia en el marco de la Roma imperial.
- 2002 - Don Gil de las calzas verdes, de Tirso de Molina.
- 2004 - Celama, de Luis Mateo Díez. La sorprendente historia de una comarca poblada por fantasmas y malos sueños.
- 2005 - La barraca de Colón, de Fernando Urdiales.
- 2007 - Los locos de Valencia, de Lope de Vega.
- 2007 - Aullidos, de Jesús Peña. Espectáculo para adultos inspirado en los cuentos de hadas.
- 2009 - El cuervo, de Edgar Allan Poe. El actor Javier Semprún interpreta el famoso poema.
- 2009 - El caballero de Olmedo, de Lope de Vega. Tragicomedia de oscuras premoniciones salpicada de humor.
- 2010 - La maldición de Poe (2ª versión), de Jesús Peña.
- 2012 - El médico de su honra, de Calderón de la Barca.
- 2013 - Lima Limón, pequeño musical.
- 2014 - Clásicos cómicos (Entremeses de burlas).
- 2015 - Teresa, miserere gozoso. Teresa de Jesús contra los poderes de su tiempo.
- 2016 - El patio, de Spiro Scimone. El submundo de las causas derrotadas tratado con humor.
- 2016 - Palabra de Corsario. Recital de verso.
- 2016 - Barataria, de Luis Miguel García. La comedia quijotesca definitiva.
- 2017 - Traidor, de José Zorrilla. El increíble proceso del pastelero de Madrigal.
- 2019 - El León Felipe, recital de textos de León Felipe.
- 2019 - Vidas enterradas. Coproducción de cuatro compañías españolas en torno a la memoria histórica.
- 2020 - Mujeres del Siglo de Oro. Recital de verso.
- 2021 - Celestina infernal. La Celestina representada con títeres, solo para adultos.
- 2023 - Retorno a Celama, de Luis Mateo Díez.
- 2023 - El alcalde de Zalamea, de Calderón de la Barca.
- 2024 - Recital Antonio Colinas, con la poesía de Antonio Colinas.
- 2024 - Escenas corsarias. Recital de verso.
- 2025 - Pasión. Imaginería y procesión barroca.